# Hönsenhån
Hönsenhån är en sjö i Älvdalens kommun i Dalarna och ingår i Dalälvens huvudavrinningsområde. Sjön har en area på 0,279 kvadratkilometer och ligger 448,9 meter över havet. Sjön avvattnas av vattendraget Galån.

## Delavrinningsområde
Hönsenhån ingår i det delavrinningsområde (683538-135622) som SMHI kallar för Mynnar i Bornåsjön. Medelhöjden är 463 meter över havet och ytan är 1,52 kvadratkilometer. Räknas de 4 avrinningsområdena uppströms in blir den ackumulerade arean 33,88 kvadratkilometer. Galån som avvattnar avrinningsområdet har biflödesordning 5, vilket innebär att vattnet flödar genom totalt 5 vattendrag innan det når havet efter 509 kilometer. Avrinningsområdet består mestadels av skog (75 procent). Avrinningsområdet har 0,28 kvadratkilometer vattenytor vilket ger det en sjöprocent på 18,3 procent.